# أولاد الوافي (كدية بني دغوغ)
أولاد الوافي هي إحدى مشيخات المملكة المغربية، تتبع جغرافيا لإقليم سيدي بنور وإداريًا لكدية بني دغوغ. يقدر عدد سكانها بـ 4003 نسمة حسب الإحصاء الرسمي للسكان والسكنى لسنة 2004.